# Hoplomorpha abalienella
Hoplomorpha abalienella är en fjärilsart som beskrevs av Walker 1864. Hoplomorpha abalienella ingår i släktet Hoplomorpha och familjen praktmalar, Oecophoridae. Inga underarter finns listade i Catalogue of Life.